# Nef de Schlüsselfeld

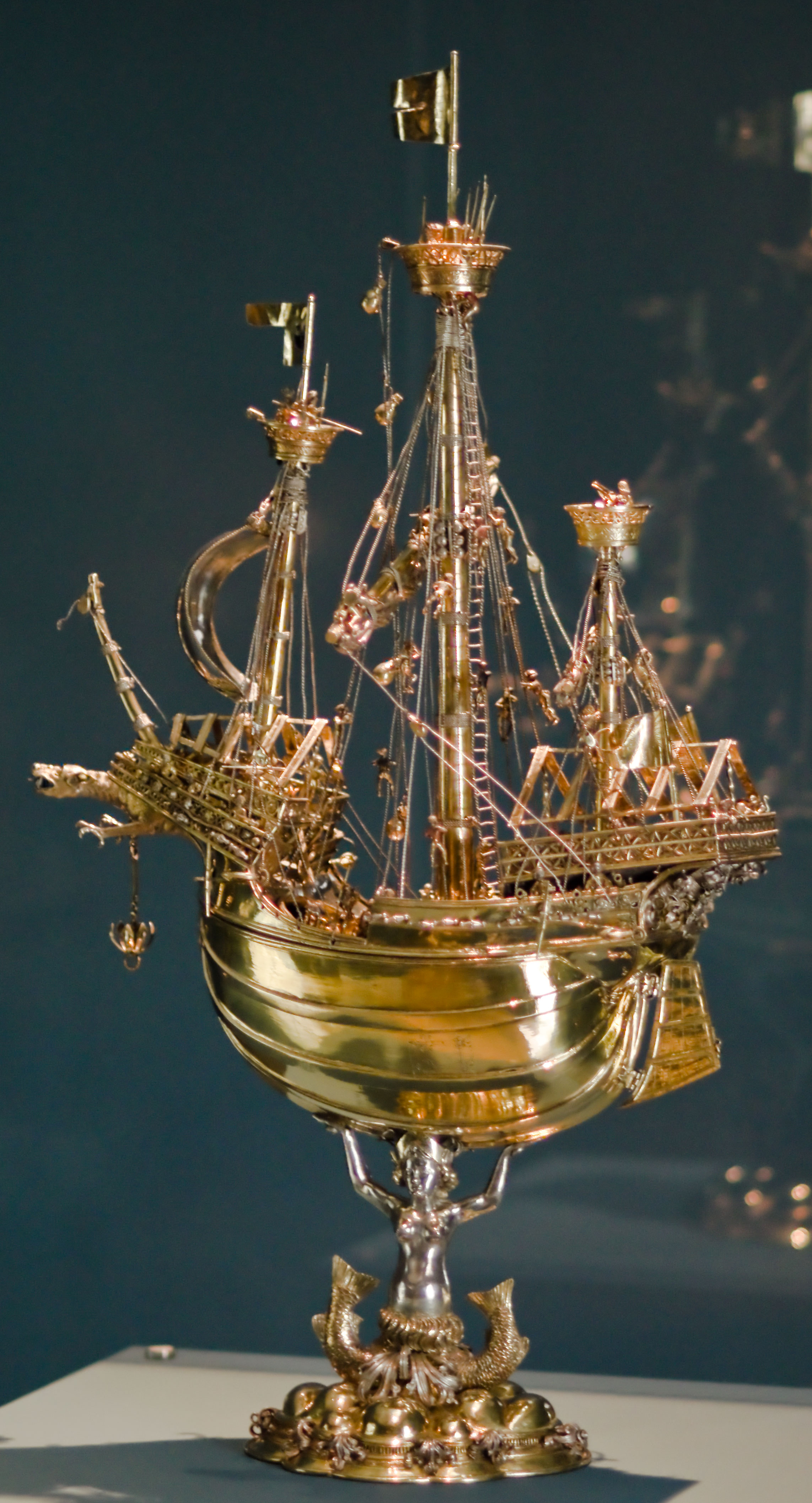
Nef de Schlüsselfeld (1503)

La nef de Schlüsselfeld est une pièce d'orfèvrerie en forme de navire, une nef de table, employée en surtout de table. Fabriquée  en argent doré, émaillé, elle est une pièce d'orfèvrerie représentative de l'habilité des orfèvres nurembergeois du gothique tardif. 
Le boîtier, à la fois protecteur et décoratif, présente un contour reprenant les contours du navire. Il est composé d'un noyau en bois recouvert de plusieurs couches de cuir. Il porte la date de 1503 sur la base et fait donc référence à la date d'origine du navire lui-même. La nef appartenait à la famille patricienne Schlüsselfelder de Nuremberg. Le Germanisches Nationalmuseum à Nuremberg a acquis l'œuvre en 1875 en tant que  prêt permanent de la fondation de la famille Schlüsselfelder (de). 

## Description

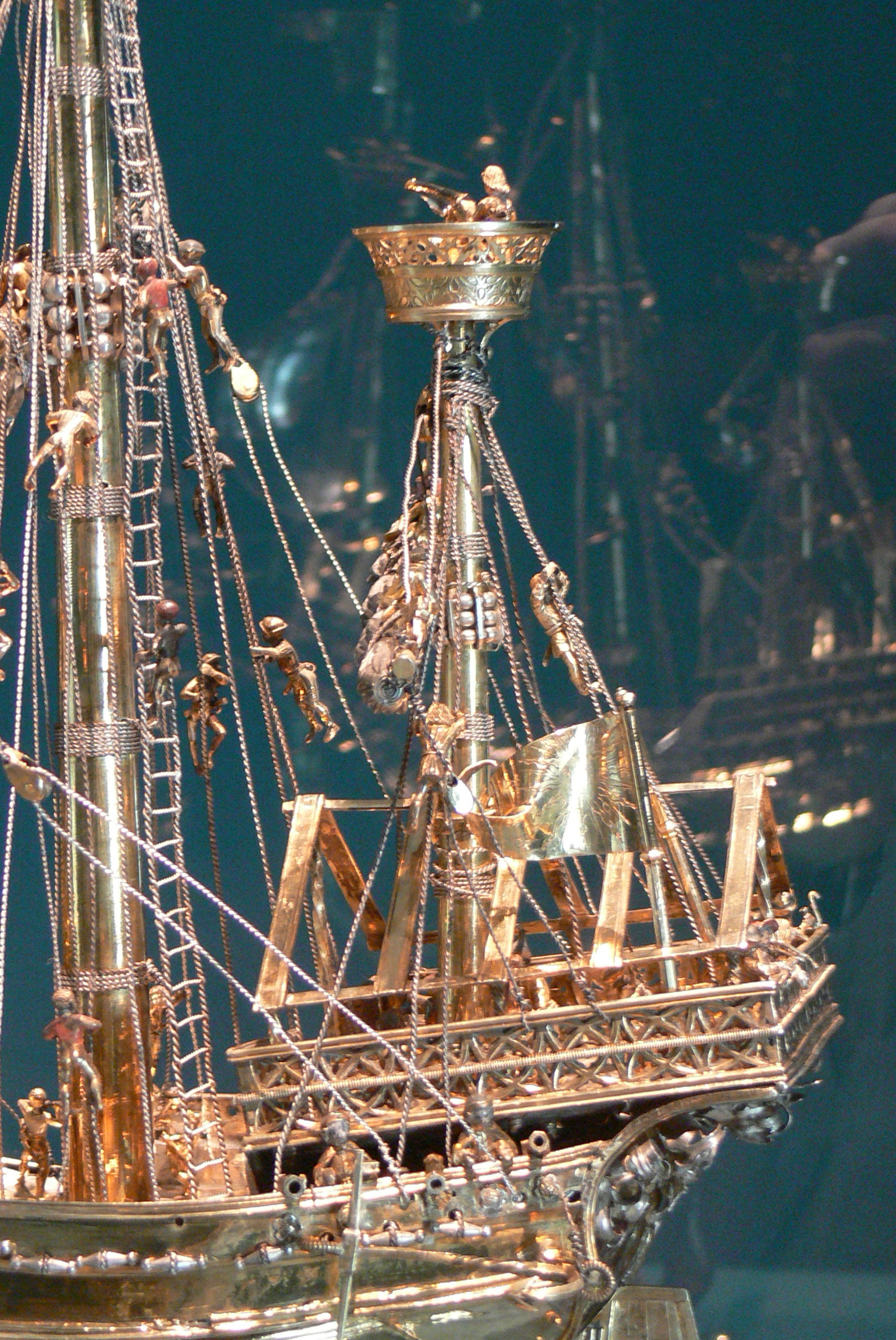
Arrière du navire.

La nef reproduit un voilier du type caraque, un bateau courant au XVe siècle en Europe. Elle mesure 74 × 43 × 28 cm en hauteur, largeur et longueur. 
Sur les voiles du bateau figure le poinçon « N », marque d'argenterie nurembergeoise. Certaines des pièces, en particulier les figures des marins, sont moulées et peintes à froid.
Une sirène à double queue est debout sur un piédestal bosselé. Les bras levés, elle tient le navire en suspens qui repose sur sa tête. La coque peut se détacher de la superstructure ; elle devient alors une coupe qui peut contenir « zwo Maß getrancks » (deux « mesures de boisson »). 
Quant au bateau, il s'agit d'une caraque, un type de navire qui, à  compter du XIVe siècle, s'est largement répandu depuis la Méditerranée occidentale. Les caractéristiques de la caraque sont clairement reproduites : une coque large, lourde, à haut bord, la structure en forme de châtelet du pont avant et un pont arrière assez long débutant déjà à la hauteur du mât principal. Le navire possède trois mâts comme tous les navires de ce type, qui sont reliés au pont par un gréement élaboré.
Les détails sont reproduits avec minutie : ancres, grappins, canons, seaux, blocs, talents, haubans et autres parties du gréement dormant et courant, écoutilles sur le pont indiquées par gravure, échafaudage de protection contre les intempéries, galerie au-dessus de l'étrave, fixation des voiles aux mâts, grand safran, etc. 
Un ensemble de 74 figurines conservées anime le navire. L'équipage et les passagers peuvent être observés lors de diverses activités : dans les haubans, sur les cours, dans la vigie ou armés sur la rambarde pour se défendre d'un ennemi imaginaire. Plus loin, accompagné de musiciens, un dîner est servi à deux tables sur le pont arrière.
Dans ce mélange, il y a, à côté de l'équipage et des porteurs d'armes, entre autres un moine, une blanchisseuse et un marin qui montre son derrière nu sur le bord du pont en direction du spectateur. C'est là l'originalité de la création de l'atelier qui donne une indication de la fonction première du navire : c'est un récipient pour boire, une nef de table destinée à décorer une table de fête et à divertir les convives.

## Commanditaire et réalisateur

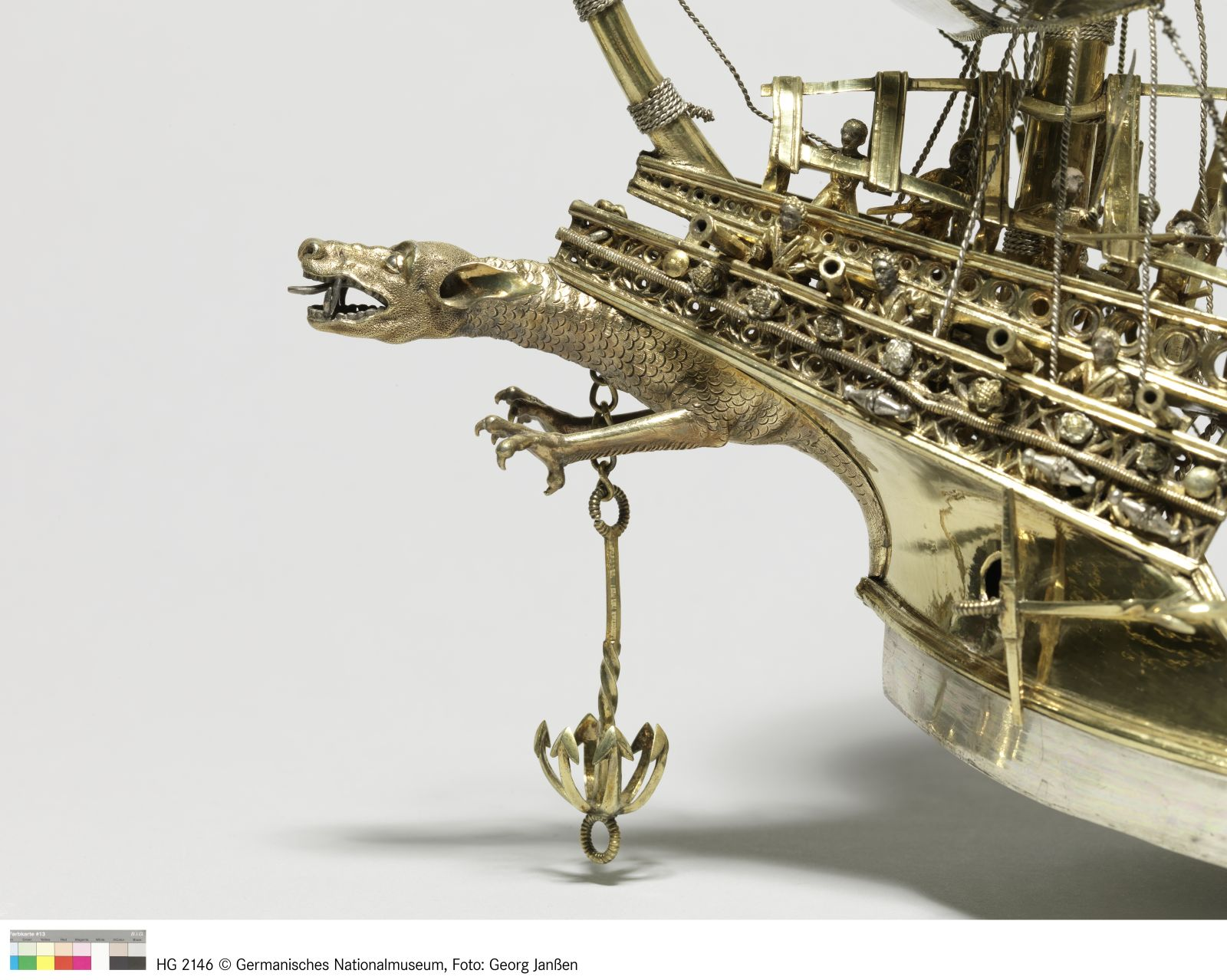
Avant du navire avec la tête de dragon.

Le créateur de l'œuvre est inconnu. Il a été avancé sans preuve qu'il pourrait s'agir d'une œuvre d'Albrecht Dürer l'Ancien, père d'Albrecht Dürer et orfèvre, qui aurait été achevée après sa mort en 1502 par d'autres orfèvres ; Nuremberg est connu pour posséder, aux alentours de 1500, une grande quantité d'orfèvres réputés. L'ensemble de l'exécution témoigne de l'habilité exceptionnelle de l'atelier dans lequel le navire a été créé ; la tête du dragon à l'avant ainsi que la caryatide montrent une capacité d'expression qui va au-delà du travail d'artisan. Le pied avec son profil de bord rainuré et les bosses typiques se trouvent également dans de nombreuses coupes de Nuremberg vers 1500.
Le commanditaire n'est pas non plus connu : c'est peut-être une commande de l'entrepreneur minier de Nuremberg Matthäus Landauer ; légué dans son testament à son neveu Wilhelm Schlüsselfelder après sa mort en 1515, d'abord documenté dans sa succession en 1549 ; ensuite propriété familiale des Schlüsselfelder et, depuis 1875, en dépôt au Germanisches Nationalmuseum
.

## Le nom
La dénomination traditionnelle nef de Schlüsselfeld peut être interprétée comme désignant la provenance de la nef, à savoir le bourg de  Schlüsselfeld à proximité de Bamberg ; de fait, c'est la famille Schlüsselfelder (de) qui est originaire de ce lieu, et le navire pourrait s'appeler plus proprement nef des Schlüsselfelder. L'écriture allemande  Schlüsselfelderschiff ou Schlüsselfelder-Schiff (utilisée dans la notice du Germanisches Nationalmuseum) est moins ambiguë que Schlüsselfelder Schiff.

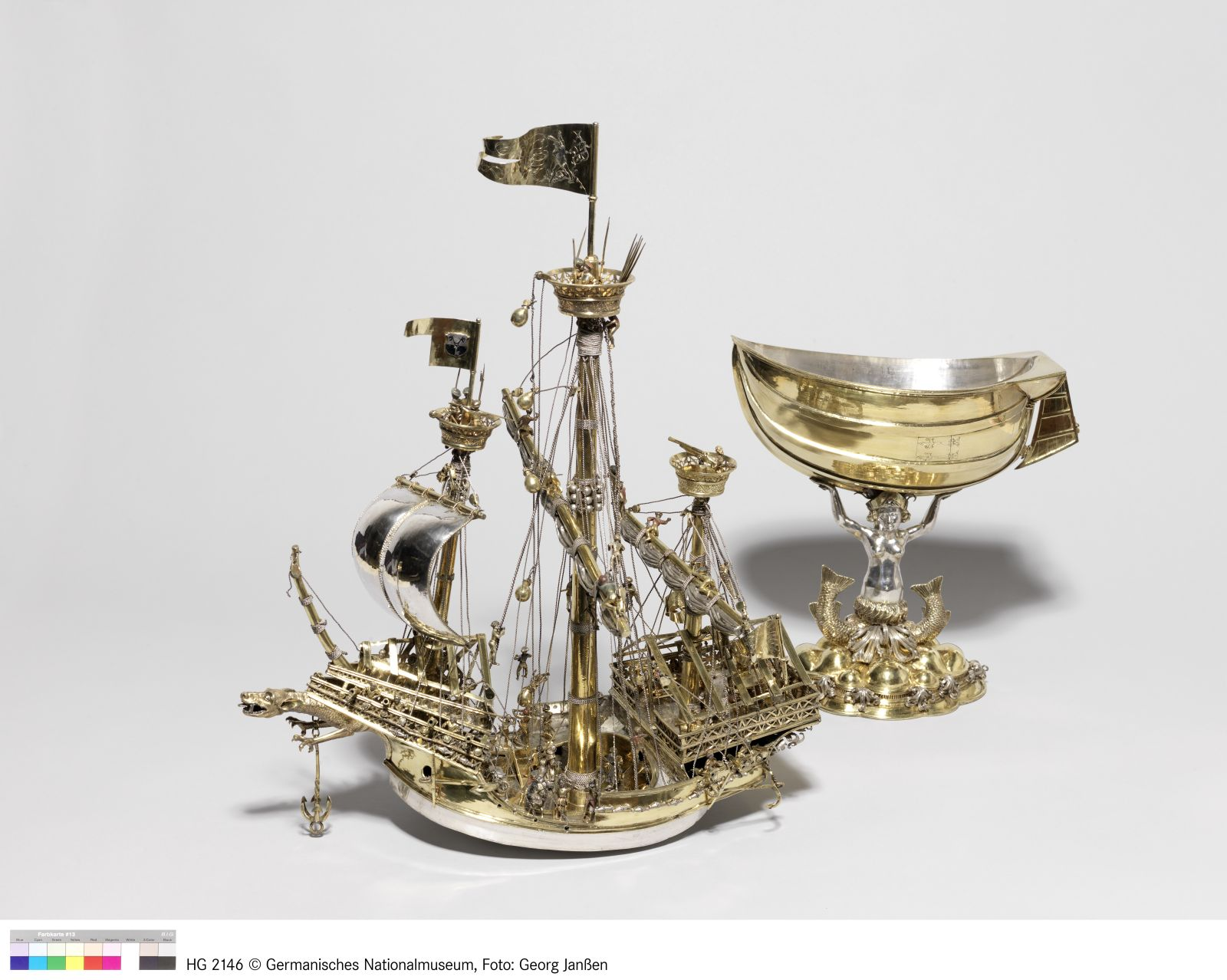
Nef séparée de la coupe
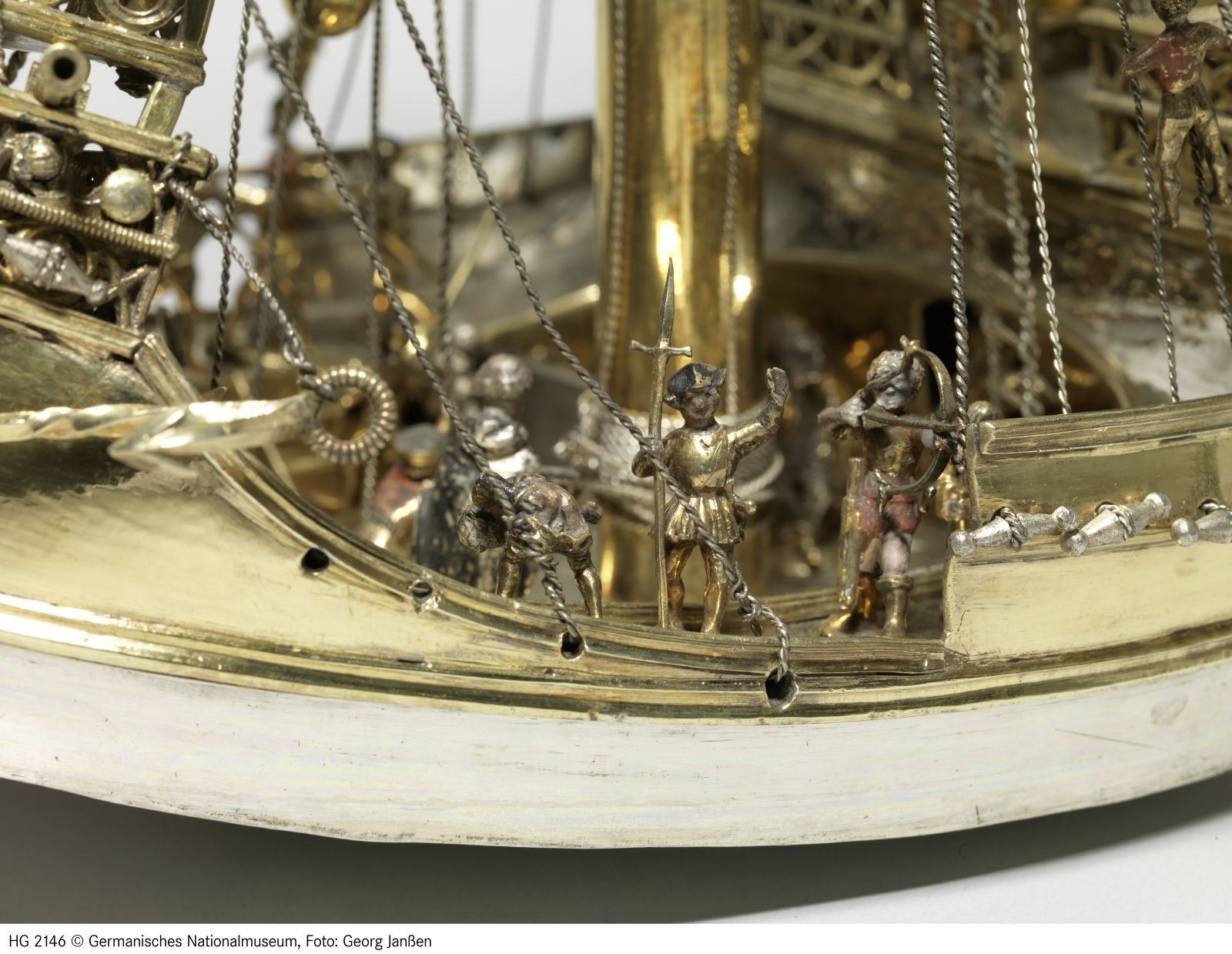
Groupe de soldats
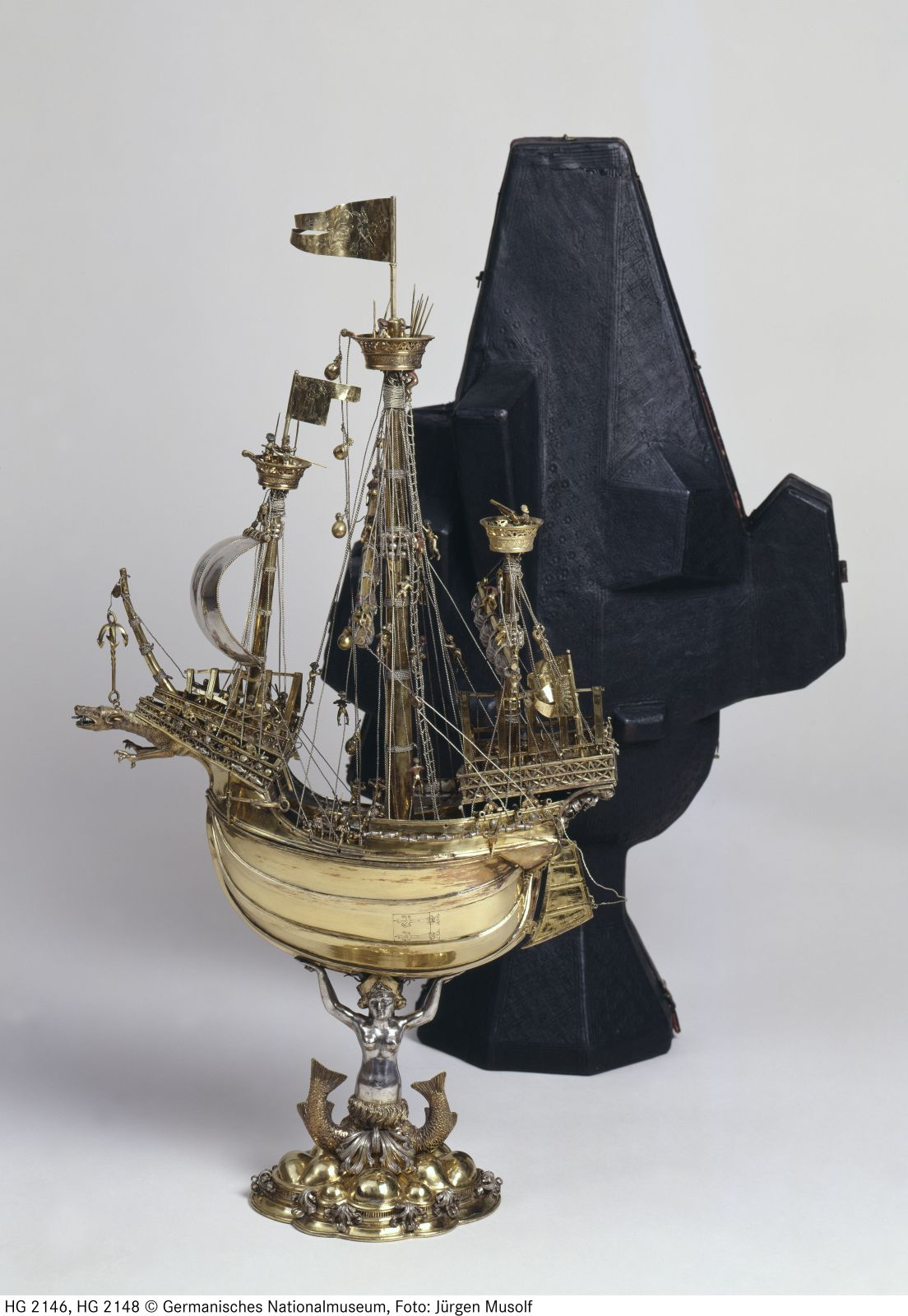
Nef avec son étui